# Doris (televisieserie)
Doris is een Nederlandse televisieserie van het commerciële televisiestation Net5. Tjitske Reidinga bedacht de serie in samenwerking met collega-actrice Roos Ouwehand, nadat John de Mol duidelijk had gemaakt dat hij graag een serie wilde hebben met Reidinga in de titelrol. De serie is geschreven door Roos Ouwehand en geregisseerd door Esmé Lammers. Doris werd voor het eerst uitgezonden op maandag 23 september 2013. Omdat er een nieuwe baas op Net5 is gekomen kwam er geen tweede seizoen. Wel is bekendgemaakt dat er een speelfilm komt als vervolg op de televisieserie.

## Verhaal
Doris vertelt het verhaal van Doris Dorenbos, die noodgedwongen door een scheiding moet verhuizen van een luxe villa naar een benedenwoning in Amsterdam. Ze woont samen met haar puberzoon Willem (16) en dochter Sien (13). Doris heeft veel moeite om te wennen aan haar nieuwe levensstijl en probeert er het beste van te maken. Haar ex-man Walter, tevens de vader van de kinderen, komt regelmatig bij haar langs. Doris vindt steun bij goede vriend Tim en haar ouders.

## Rolverdeling
- Tjitske Reidinga - Doris Dorenbos
- Jacob Derwig - Tim
- Gijs Scholten van Aschat - Walter
- Monique van de Ven - Leonie Dorenbos, moeder van Doris
- Jules Croiset - Vader van Doris
- Ellen Vogel - Grootmoeder Mimi
- Roos Ouwehand - Saar, zus van Doris
- Tarik Moree - Willem, zoon van Doris
- Hendrikje Nieuwerf - Sien, dochter van Doris

### Gastrollen
- Wimie Wilhelm - Pianolerares Kees (aflevering "40 jaar")
- Elise Schaap - Maya, vriendin van Walter (aflevering "Kerst")
- Ria Eimers - Rita Nelen (aflevering "Peter R. de Vries")
- Vincent Croiset - Theo (meerdere afleveringen)
- André Dongelmans - Date (aflevering "Peter R. de Vries")
- Annemarie Prins - Buurvrouw Fie (aflevering Annie)
- Lieke Antonissen - Martine (aflevering Annie)
- Hans Leendertse - Johan (aflevering Annie)
- Malou Gorter - Karin (aflevering Telkens weer)
- Rifka Lodeizen - Edda
- Alain Van Goethem -Leon (aflevering Assepoester)

## Afleveringen
| Nr. | Titel               | Uitzenddatum      |  |
| --- | ------------------- | ----------------- |  |
| 1 | Assepoester         | 23 september 2013 |  |
| Doris heeft een geweldige droom waarin ze geadoreerd wordt door een knappe Fransman en prachtig pianospeelt. Eenmaal wakker realiseert ze zich dat haar leven veel te praktisch en onromantisch is geworden. Waarom is ze niet die wereldwijze, vloeiend Frans sprekende vrouw geworden die ze altijd heeft willen zijn? Zus Sarah stelt voor even lekker naar Parijs te gaan, maar volgens Doris is dat niet de oplossing. |                     |                   |  |
| 2 | Kerst               | 30 september 2013 |  |
| Doris viert haar eerste kerst als gescheiden vrouw en dat gaat niet zonder slag of stoot. Ze voelt zich schuldig; zij is immers degene die dit gezin uit elkaar heeft gescheurd. Als ze erachter komt dat Walter een nieuwe vriendin heeft, die ook met hem en de kinderen meegaat op skivakantie, voelt ze zich diep ellendig. En als Doris vervolgens ook nog eens ruzie met Tim krijgt, dreigt het wel een heel treurige kerst te worden. In een poging zichzelf op te vrolijken vertrekt ze naar een hotel op de Veluwe. |                     |                   |  |
| 3 | Peter R. de Vries   | 7 oktober 2013    |  |
| Doris heeft voor het nieuwe jaar een waslijst aan goede voornemens opgesteld, bovenaan staat: een nieuwe liefde vinden. Haar ouders hebben aangekondigd dat ze in het voorjaar hun veertigjarig huwelijksfeest groots gaan vieren en Door heeft besloten dat ze daar onder geen beding in haar eentje naartoe gaat. Zeker omdat haar moeder haar ex-man Walter en zijn nieuwe vriendin ook heeft uitgenodigd. |                     |                   |  |
| 4 | Annie               | 14 oktober 2013   |  |
| Doris heeft er een dagtaak aan om iedereen om zich heen tevreden te stellen; van haar moeder die met haar wil winkelen tot de buurvrouw die eist dat ze haar hondje uitlaat. Tim vindt dat ze meer tijd moet besteden aan wat ze zelf wil. Dus gaat Doris meedoen aan de musical Annie. Helaas verlopen de repetities niet voorspoedig en als het talentloze kind dat Annie speelt er vlak voor de première mee ophoudt, lijkt het gedaan met de musical. Doris is ontzettend teleurgesteld en als de buurvrouw dan ook nog eens aan haar hoofd komt zeuren dat ze de verkeerde boodschappen voor haar heeft meegenomen, springt Doris ongenadig uit haar vel. Gelukkig loopt alles, net als in de musical Annie, goed af. |                     |                   |  |
| 5 | Telkens weer        | 21 oktober 2013   |  |
| Op het verjaardagsfeest van Willem komt Theo even langs, de vader van Willems beste vriend. Doris kan meteen goed met hem overweg en ze hebben een heel gezellige avond. Theo vraagt Doris of ze wil komen meehelpen op 'De Dag van de Geschiedenis', op de school van hun zoons. Tussen Doris en Theo bloeit iets moois op, maar dan komt Doris erachter dat Theo niet zo ongebonden is, als hij haar had verteld. |                     |                   |  |
| 6 | De dichter          | 28 oktober 2013   |  |
| Doris kan al weken niet slapen en heeft last van het geijsbeer van de bovenbuurman. Als ze bij hem aanklopt om te klagen over de overlast die hij veroorzaakt, blijkt het een dichter die 's nachts schrijft omdat hij dan meer inspiratie heeft. Doris vindt hem meteen heel interessant. Sarah neemt Doris mee naar yogales in de hoop dat haar zus daardoor een beetje ontspant. Daar lopen ze Maja, de vriendin van Walter tegen het lijf. Zij biedt aan de tarotkaarten te leggen, om erachter te komen waarom Doris zo onrustig is. |                     |                   |  |
| 7 | Net als in de film  | 4 november 2013   |  |
| Iedereen om Doris heen vindt dat ze maar eens een andere baan moet gaan zoeken. Dat gedoe in die kookwinkel is niks voor haar. Terwijl haar oma Mimi slecht nieuws krijgt over haar gezondheid, probeert Doris te bedenken wat ze voor ander werk ze zou kunnen gaan doen. Moet ze misschien bij de politie? Of als verpleegster aan de slag? Ze heeft een paar merkwaardige, toevallige ontmoetingen met een leuke vrouw. Als ze uiteindelijk echt met deze Edda in gesprek raakt, heeft dat grote gevolgen. |                     |                   |  |
| 8 | Klein en meeslepend | 11 november 2013  |  |
| Omdat het met Mimi niet goed gaat, is Doris erg verdrietig. Zij en Tim zakken samen een avond stevig door en nemen het leven door. Doris is inmiddels aan het werk bij organisatiebureau Korver en voelt zich daar thuis. Maar dan betrapt ze -per ongeluk en buiten haar schuld- Tim met de vrouw met wie hij al jaren een geheime verhouding heeft. Tim verwijt Doris dat ze zich overal te veel mee bemoeit en ze krijgen een stevige ruzie. Maar gelukkig blijkt hun vriendschap ook tegen dit akkefietje bestand. |                     |                   |  |

## Trivia
- Jules Croiset, de acteur die de vader van Doris speelt, is de vader van Vincent Croiset, de voormalige echtgenoot van Tjitske Reidinga.